# Bonner Durchmusterung
El Bonner Durchmusterung ("compilació de Bonn", en alemany) és un catàleg estel·lar publicat per Friedrich Wilhelm Argelander, Adalbert Krüger i Eduard Schönfeld entre 1852 i 1859. Llista 320.000 estrelles amb les seves posicions per a l'època 1855.0. És el catàleg més important anterior a l'aparició dels primers catàlegs fotogràfics.
Inicialment només cobria el cel de l'hemisferi nord i una part del sud, de manera que es va ampliar amb el Südliche Durchmusterung (SD), que cobreix estrelles entre les declinacions -1° i -23° (1886, 120.000 estrelles). Posteriorment es va ampliar encara més amb el Cordoba Durchmusterung (CD, 580.000 estrelles), que es començà a compilar a Córdoba, Argentina, el 1892 per iniciativa de John M. Thome i cobreix les declinacions -22° a -90°. La darrera ampliació del catàleg és la Cape Photographic Durchmusterung (CPD, 450.000 estrelles, 1896), compilat a Ciutat del Cap, Sud-àfrica, i que cobreix declinaciones entre -18° i -90°.
Els noms de les estrelles es designen amb la inicial del catàleg al qual pertanyen (BD, SD, CD, CPD) seguida de la declinació de l'estrella i d'un nombre per ordenar totes les estrelles amb la mateixa declinació. Per exemple BD+50°1725 o CD-45°13677; el primer cas és una estrella inclosa en el primer catàleg Durchmusterung, situada a una declinació de +50° i classificada com la 1.725 en aquesta declinació.
Actualment s'utilitza més la designació del Henry Draper Catalogue (HD), ja que també conté informació espectroscòpica, però com que els Durchmusterung contenen més estrelles, quan no es disposa de designació HD s'utilitza la més antiga dels Durchmusterung.